# کردار اجتماعی
کردار اجتماعی (به انگلیسی: Social Practice)، نظریه ای در رشته روانشناسی است که بدنبال تعیین رابطه میان کردار و بافتار میان موقعیت‌های اجتماعی است. با تاکید بر تعهد به تغییر کردار اجتماعی در دو صورت رخ می دهد: فعالیت و پویش. کردار اجتماعی اغلب در درون بافتار توسعه انسان بکار گرفته می‌شود، کردار اجتماعی شامل تولید دانش و نظریه پردازی و تحلیل اقدامات مداخله گرانه و نهادی می گردد.

## زمینه روانشناسی
تحقیقات سیلویا اسکریبنر در جستجوی درک و ایجاد یک زندگی مناسب و معقول برای همه مردم بدون در نظر گرفتن موقعیت جغرافیایی و نژاد و جنسیت و طبقه اجتماعی بود. با استفاده از  تحقیقات میدانی انسان‌شناسی و آزمایش‌های روانشناسانه اسکرینبر سعی کرد به درون عملکرد ذهنی انسان و نحوه ایجاد آن از طریق کردارهای اجتماعی  مختلف در محیط‌های اجتماعی و فرهنگی مختلف نفوذ کند. بنابراین او وضع اصلاحات اجتماعی و توسعه جامعه از طریق جهت گیری اخلاقی را دنبال می گرد تعاملات تاریخی و اجتماعی شرایط مختلف نهادی محیطی با انسان، اجتماع و عملکرد روانی و توسعه را به رسمیت می شناخت.

## یادداشت
1. ↑  Smolka, A. L. B. (2001).
2. ↑  Hedegaard, M. (1998).